# Заславський деканат (Київська митрополія)

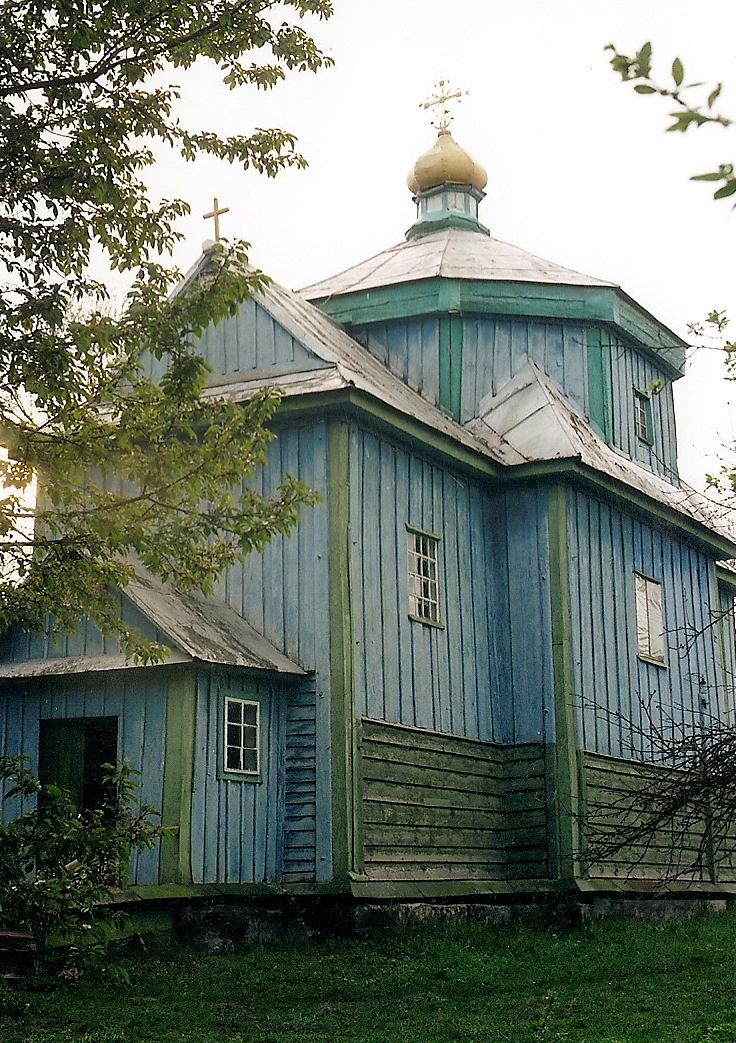
Уніатська церква Святого Степана у селі Зубарі

Заславський деканат Луцько-Острозького владицтва Української греко-католицької церкви, діяв до 1839 року. 

## Парафії
- Зубарі
- Ріпки
- Білів
- Радошівка
- Ташки
- Корчик
- Міньківці
- Барбарівка
- Жуків
- Міхля
- Плесна
- Мислятин
- Вербівці
- Клембівка
- Топори
- Вовківці
- Пиляї
- Білопіль
- Сошне
- Тишевичі
- Пашуки
- Городище
- Ліщана
- Сульжин
- Бачманівка
- Чотирбоки
- Гущин
- Славута
- Янушівка
- Васьківці
- Ленківці
- Більчин
- Мокіївці
- Припутні
- Коськів[1]